# 郭旭新
郭旭新（1955年12月24日—），中国内地男演员、制片人，国家一级演员，曾任空军政治部文工团团长、电视艺术中心主任。

## 经历
郭旭新1955年12月出生于北京，自小练习小提琴、参与校园话剧演出，是学校里最活跃的文艺演出积极分子。高中毕业后参军入伍，进入北京军区炮兵宣传队。1977年调入空军政治部话剧团。1979年，在参与空政话剧团话剧改编电影《山重水复》拍摄时，被北影厂导演钱江相中，在《他们在相爱》一片中扮演主要角色之一“陈楠”，开始在影坛崭露头角。1981年，因出演电视剧《蹉跎岁月》里的男主角“柯碧舟”一角而成名，与同剧搭档肖雄成为当红荧幕情侣，更获得了第1届大众电视金鹰奖优秀男主角。其后相继参演了《春归红楼》《爱并不遥远》《这样的人》《姑娘，望着我》等影片，成为1980年代中国影坛的当红小生之一。1985年，进入北京电影学院专修班进行为期三年的进修。毕业后转战电视荧幕，出演电视剧《宋庆龄和她的姊妹们》《巨人的握手》《班禅东行》等。
1993年起，逐渐退居幕后，先后任空军政治部话剧团业务处处长、副团长、团长，2011年，任空军政治部文工团团长兼电视艺术中心主任，担任《炊事班的故事》《武林外传》《房前屋后》《无敌三脚猫》等电视剧的策划制作。